# USS Albert David
L'USS Albert David (FF-1050) est un destroyer d’escorte de classe Garcia, reclassé comme frégate, en service dans l’United States Navy. Il a été nommé en l’honneur du lieutenant Albert David, récipiendaire de la Medal of Honor. Mis en chantier le 28 avril 1964 et mis en service le 19 octobre 1968, l’USS Albert David a servi dans le Pacifique, notamment lors d’opérations d’appui-feu au Viêt Nam dans les années 1970. Il a été brièvement déployé dans la mer d'Oman en septembre et octobre 1982. Le 18 septembre 1989, il a été loué à la marine brésilienne, puis vendu au Brésil où il a servi comme destroyer Pará (D 27) jusqu’à son désarmement le 12 novembre 2008. Il semble avoir été mis au rebut en 2015.

## Historique
L'USS Albert David' a été mis sur cale le 28 avril 1964 à Seattle, dans l’État de Washington, par la Lockheed Shipbuilding and Construction Company. Il a été lancé le 19 décembre 1964, parrainé par Mme Lynda Mae David, et mis en service au chantier naval de Puget Sound le 19 octobre 1968.

### En service brésilien

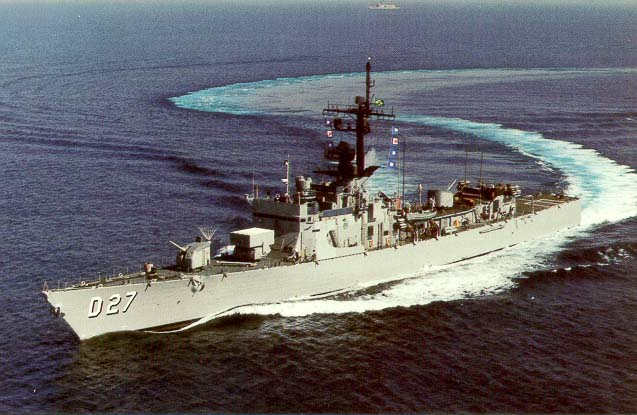
Le Pará (D27)

La marine brésilienne a loué le navire à partir de sa date de désarmement par l’USN le 18 septembre 1989, le renommant destroyer Pará (D 27). Le Brésil a ensuite acheté le navire le 24 janvier 2001 et il a été rayé du registre des navires de la marine américaine le même jour. Il a servi avec le Brésil jusqu’au 12 novembre 2008, date à laquelle il a été désarmé. Il est resté en réserve jusqu’en 2015, date à laquelle il a été mis au rebut.

## Distinctions
- Combat Action Ribbon
- Navy E Ribbon
- National Defense Service Medal
- Vietnam Service Medal avec 6 étoiles
- Navy Sea Service Deployment Ribbon
- Republic of Vietnam Campaign Medal[3]